# Chinameca (Veracruz)
Chinameca es una localidad del estado mexicano de Veracruz. Es cabecera del municipio de Chinameca.

## Demografía
| Gráfica de evolución demográfica |
|                                  |

| Censo | Población |
| ----- | --------- |
| 1900  | 1 079     |
| 1910  | 1 999     |
| 1921  | 2 058     |
| 1930  | 1 871     |
| 1940  | 1 878     |
| 1950  | 2 004     |
| 1960  | 2 483     |
| 1970  | 2 913     |
| 1980  | 6 496     |
| 1990  | 6 824     |
| 1995  | 6 775     |
| 2000  | 6 943     |
| 2005  | 7 144     |
| 2010  | 7 547     |
| 2020  | 13 974    |